# Monastero di Santa Teresa
Il monastero di Santa Teresa sorge in via Firenze, su una collina alle spalle del quartiere di Villapiana della città di Savona. Al suo interno risiedono le monache di clausura dell'ordine delle carmelitane scalze.

## Storia
Le monache carmelitane si stabilirono per la prima volta a Savona nel 1623. Il primo monastero sorse nei pressi dell'attuale piazza Saffi. Passò proprietà del Comune nel 1866 in seguito alle leggi sull'incameramento dei beni ecclesiastici. Adibito a caserma, fu demolito nel 1940. Un nuovo convento fu costruito nel 1870 in località Santa Marta, lungo l'attuale via Torino. Pochi anni dopo, nel 1912, fu anch'esso demolito per lasciare spazio alla costruzione del parco merci ferroviario. L'attuale monastero fu costruito subito dopo e le religiose vi dimorano dal 1914. Si tratta di un edificio piuttosto semplice che si sviluppa su tre piani, con alcuni elementi architettonici classicheggianti.